# Могороси, Джоэл
Джоэл Могороси (англ. Donald Thobega; 2 августа 1984, Рамоцва, Ботсвана) — ботсванский футболист, нападающий .

## Карьера
В начале своей карьеры Джоэл играл за молодежный состав ФК «Тауншип Роллерз». В 2004 году подписал первый профессиональный контракт с ФК «Гилпорт Лайонс».

В 2006 году вернулся в «Тауншип Роллерз», но почти сразу-же перешел в состав кипрского футбольного клуба «АЕП».

В 2007—2008 годах выступал за «АПОП Кинирас». В 2008 году вернулся в «Тауншип Роллерз».

С 2005 года выступает за национальную сборную, провел в ее составе 91 матч, забил 16 мячей.